# François Truffaut
François Roland Truffaut (París, 6 de febrer de 1932 - Neuilly-sur-Seine, 21 d'octubre de 1984) va ser un crític de cinema, director i actor francès. Va ser un dels iniciadors del moviment anomenat Nouvelle Vague.

## Biografia

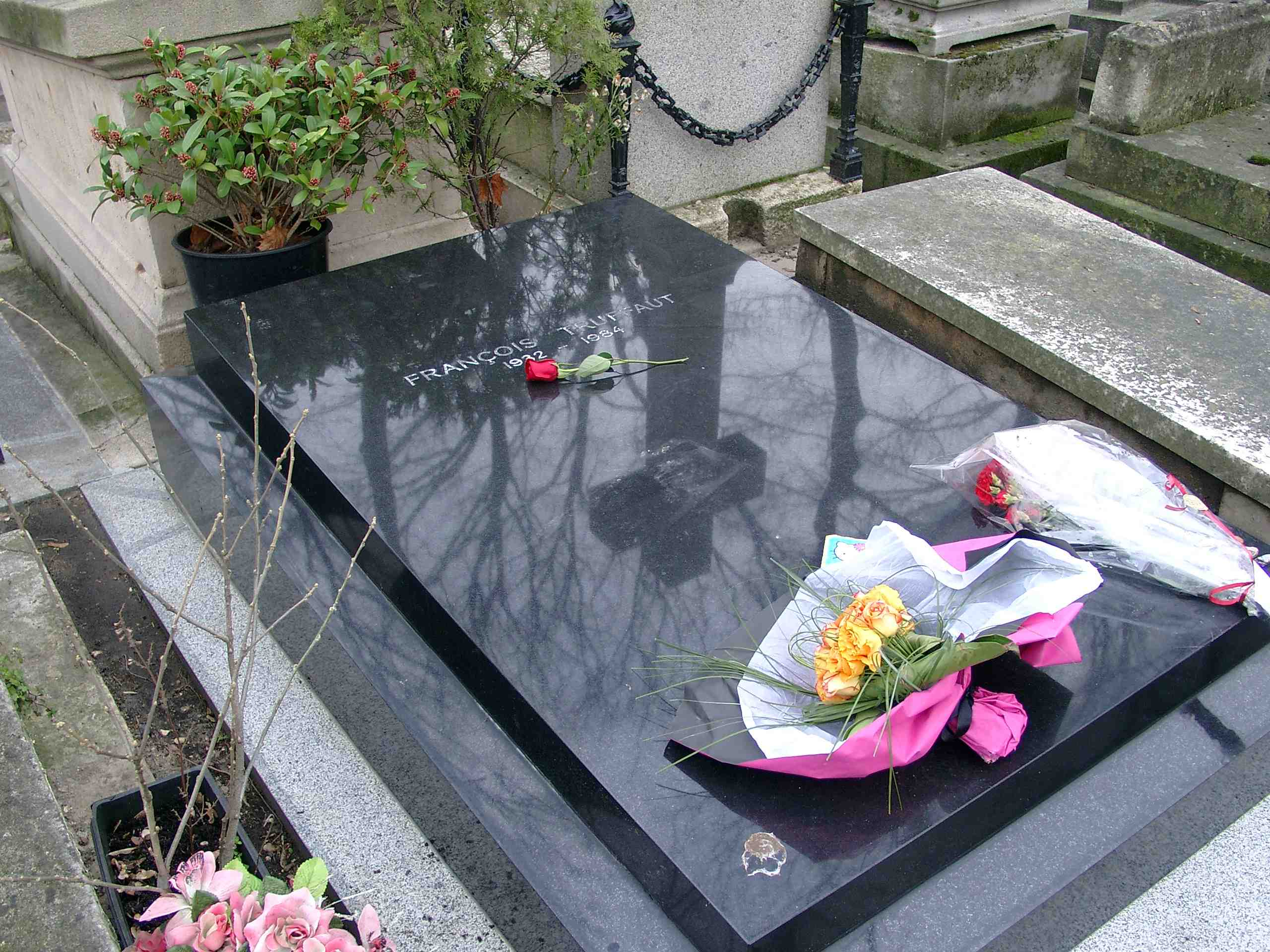
Tomba de François Truffaut al cementiri de Montmartre (París)

### Primers anys de vida
Truffaut va néixer a París el 6 de febrer de 1932. La seva mare era Janine de Montferrand, secretària del diari L'Illustration. El futur marit de la seva mare, Roland Truffaut, arquitecte i decorador, el va acceptar com a fill adoptiu i li va donar el seu cognom. No coneixerà el seu veritable pare fins molt més tard. Va passar a viure amb diverses mainaderes i la seva àvia durant uns quants anys. La seva àvia li va inculcar el seu amor pels llibres i la música. Va viure amb ella fins a la seva mort, quan Truffaut tenia vuit anys. Va ser només després de la seva mort que va viure amb els seus pares.
Es desconeix la identitat del pare biològic de Truffaut, però l'any 1968 una agència de detectius privats va revelar que la seva investigació sobre l'assumpte va portar a un Roland Levy, un dentista jueu de Baiona. La família de la mare de Truffaut va disputar la troballa, però Truffaut ho va creure i ho va acceptar.
François Truffaut va estudiar a l'escola de la rue Clauzel i al Liceu Rollin, encara que no va ser mai un alumne exemplar.

### Hores al cinema
A partir del 1939, el jove François Truffaut, lector apassionat, es passa el dia al cinema, de vegades durant les hores en què hauria de ser a classe.
Truffaut sovint quedava amb amics i intentava estar fora de casa tant com era possible. Va conèixer Robert Lachenay des de la infància i van ser els millors amics de tota la vida. Lachenay va ser la inspiració del personatge René Bigey a Les Quatre Cents Coups i va treballar com a assistent en algunes de les pel·lícules de Truffaut. El cinema va oferir a Truffaut la millor escapada d'una vida domèstica insatisfactòria. Tenia vuit anys quan va veure la seva primera pel·lícula, Paradis Perdu (Paradise Lost, 1939), d’Abel Gance, començant la seva obsessió. Sovint es va saltar l'escola i es va colar als teatres perquè no tenia diners per a l'entrada. Després de ser expulsat de diverses escoles, als 14 anys va decidir fer-se autodidacta. Dos dels seus objectius acadèmics eren veure tres pel·lícules al dia i llegir tres llibres a la setmana.
Des del 1946, una vegada deixa els estudis, sobreviu amb petites feines i funda un cineclub el 1947. A causa d'uns quants furts l'envien a un correccional. Gràcies al crític de cinema André Bazin, comença a treballar a Travail et Culture.
Truffaut va freqüentar la Cinémathèque Française d’Henri Langlois, on va estar exposat a innombrables pel·lícules estrangeres, familiaritzant-se amb el cinema estatunidenc i amb directors com John Ford, Howard Hawks i Nicholas Ray, així com els del director britànic Alfred Hitchcock.

## Carrera

### André Bazin
Després de crear el seu propi cineclub el 1948, Truffaut va conèixer André Bazin, que va tenir un gran efecte en la seva vida professional i personal. Bazin era crític i cap d'una altra societat cinematogràfica en aquell moment. Es va convertir en amic personal de Truffaut i el va ajudar a sortir de diverses situacions financeres i criminals durant els seus anys de formació.
Truffaut es va unir a l’exèrcit francès el 1950, als 18 anys, però va passar els dos anys següents intentant escapar. Va ser detingut per intentar abandonar l'exèrcit i va acabar a la presó militar. Bazin va utilitzar els seus contactes polítics per aconseguir que Truffaut fos alliberat i li va donar una feina a la seva nova revista de cinema, Cahiers du cinéma.

### Cahiers du Cinéma
Durant els anys següents, Truffaut es va convertir en crític (i més tard editor) a Cahiers, on va ser famós per les seves crítiques brutals i implacables. Es deia "L'enterrador del cinema francès" i va ser l'únic crític francès no convidat al Festival de Cannes de 1958. Va donar suport a Bazin en el desenvolupament d'una de les teories més influents del cinema, la teoria de l'autor.
El 1954, Truffaut va escriure un article als Cahiers du cinéma, "Une Certaine Tendance du Cinéma Français", en què atacava l'estat del cinema francès, criticant certs guionistes i productors, i enumerant vuit directors que considerava incapaços d'idear els tipus de personatges i històries "viles" i "grotescs" que va qualificar de característics de la indústria cinematogràfica francesa: Jean Renoir, Robert Bresson, Jean Cocteau, Jacques Becker, Abel Gance, Max Ophüls, Jacques Tati i Roger Leenhardt. L'article va provocar una tempesta de controvèrsia i va fer arribar a Truffaut una oferta per escriure per al setmanari cultural de circulació nacional i més llegit Arts-Lettres-Spectacles. Truffaut va escriure més de 500 articles cinematogràfics per a aquesta publicació durant els propers quatre anys.
Truffaut va idear més tard la teoria de l'autor, segons la qual el director era l'"autor" de la seva obra i grans directors com Renoir o Hitchcock tenen estils i temàtiques diferents que impregnen les seves pel·lícules. Encara que la seva teoria no va ser àmpliament acceptada aleshores, va obtenir cert suport als anys 60 del crític estatunidenc Andrew Sarris. El 1967, Truffaut va publicar la seva entrevista d'un llibre de Hitchcock, Hitchcock/Truffaut (Nova York: Simon & Schuster).

### Curtmetratges
El 1954 dirigeix el seu primer curtmetratge.
El 1956 és ajudant de direcció de Roberto Rossellini. Es casa el 1957 amb Madeleine Morgenstern, filla d'un distribuïdor. Aquest mateix any dirigeix Les Mistons. El 1958 roda Les Quatre Cents Coups, que tindrà un èxit espectacular i servirà de carta de presentació al món del moviment de la Nouvelle vague. Dirigirà pel·lícules fins a la seva mort, el 21 d'octubre de 1984, a Neuilly-sur-Seine, a causa d'un tumor cerebral.
Roger Ebert va incloure Els 400 cops al seu cànon de grans pel·lícules, i conclou: "una de les seves pel·lícules més curioses i inquietants és L'habitació verda (1978), basada en la història de Henry James ' The Altar of the Dead ', sobre un home. i una dona que comparteix la passió per recordar els seus éssers estimats morts.Jonathan Rosenbaum, que pensa que The Green Room pot ser la millor pel·lícula de Truffaut, em va dir que la considera com un homenatge del director a la teoria de l'autor.Aquesta teoria, creada per Bazin i els seus deixebles (Truffaut, Godard, Resnais, Chabrol, Rohmer, Malle), van declarar que el director era el veritable autor d'una pel·lícula, no l'estudi, el guionista, l'estrella, el gènere... Si les figures de la sala verda representen els grans directors del passat, potser ara hi ha un santuari a Truffaut. A un li agrada pensar en el fantasma d'Antoine Doinel encenent una espelma davant d'ell".

## Mort i llegat
Està enterrat al cementiri de Montmartre, a París.
Cal destacar que François Truffaut apareix com a actor en diverses de les seves pel·lícules, com L'habitació verda, La nit americana i L'infant salvatge, i també en la pel·lícula de Steven Spielberg, admirador seu, Encontres a la tercera fase, de 1977, en què interpreta el paper del savi francès Claude Lacombe.

## Filmografia

### Director
- 1954: Une visite
- 1957: Les Mistons

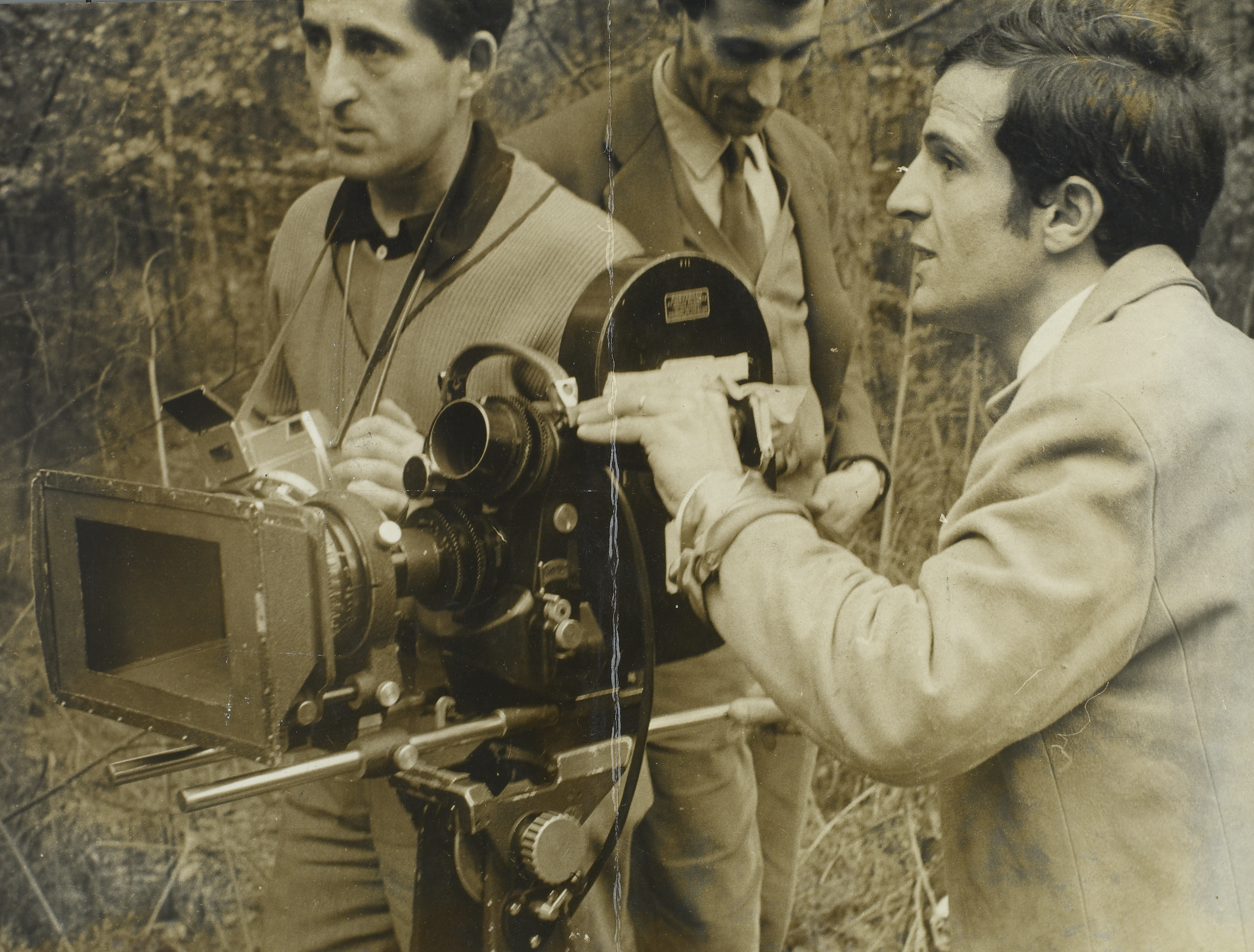
Director de cinema François Truffaut l'any 1963.

- 1958: Une histoire d'eau, signada amb Jean-Luc Godard
- 1959: Les Quatre Cents Coups
- 1960: Tirez sur le pianiste
- 1961: Tire-au-flanc 62, signada amb Claude de Givray
- 1962: Jules et Jim
- 1962: Antoine et Colette (migmetratge de la pel·lícula d'esquetxos L'Amour à 20 ans)
- 1964: La Peau douce
- 1966: Fahrenheit 451
- 1968: La núvia vestia de negre (La Mariée était en noir)[14]
- 1968: Baisers volés
- 1969: La sirena del Mississipí (La Sirène du Mississippi)[15]
- 1969: L'infant salvatge (L'Enfant sauvage)[16]
- 1970: Domicile conjugal
- 1971: Les dues angleses i el continent (Les Deux Anglaises et le Continent)[17]
- 1972: Une belle fille comme moi
- 1973: La nit americana (La Nuit américaine) (Oscar a la millor pel·lícula de parla no anglesa)[18]
- 1975: L'Histoire d'Adèle H.
- 1976: La pell dura (L'Argent de poche)[19]
- 1977: L'home a qui agradaven les dones (L'Homme qui aimait les femmes)[20]
- 1978: L'habitació verda (La Chambre verte)[21]
- 1979: L'Amour en fuite
- 1980: Le Dernier métro (César a la millor pel·lícula i César al millor director)
- 1981: La Femme d'à côté
- 1983: Vivement dimanche!

### Actor
- 1956: Le Coup du berger de Jacques Rivette
- 1959: Les Quatre Cents Coups de François Truffaut
- 1969: L'infant salvatge (L'Enfant sauvage) de François Truffaut
- 1971: Les dues angleses i el continent (Les Deux Anglaises et le Continent) de François Truffaut
- 1973: La nit americana (La Nuit américaine) de François Truffaut
- 1974: I'm a Stranger Here Myself documental de David Helpern i James C. Gutman
- 1975: L'Histoire d'Adèle H. de François Truffaut
- 1976: La pell dura (L'Argent de poche) de François Truffaut
- 1977: L'Homme qui aimait les femmes de François Truffaut
- 1977: Encontres a la tercera fase de Steven Spielberg
- 1978: L'habitació verda (La Chambre verte) de François Truffaut
- 2003: The Dreamers de Bernardo Bertolucci conté una seqúència on Truffaut fa una lectura durant la crisi dels directors davant la Cinémathèque Française.

### Productor
- 1958: Paris nous appartient de Jacques Rivette
- 1959: Les Quatre Cents Coups de François Truffaut
- 1968: L'Enfance nue de Maurice Pialat
- 1978: La Chambre verte de François Truffaut
- 1980: Le Dernier Métro de François Truffaut
- 1981: La Femme d'à côté de François Truffaut

### Guionista
- 1959: Les Quatre Cents Coups de François Truffaut
- 1959: À bout de souffle de Jean-Luc Godard
- 1960: Tirez sur le pianiste de François Truffaut
- 1961: Une grosse tête de Claude de Givray
- 1962: Antoine et Colette de François Truffaut (sketch de L'Amour à 20 ans de Shintaro Ishihara, Marcel Ophuls, Renzo Rossellini, François Truffaut et Andrzej Wajda)
- 1964: Mata Hari, agent H21 de Jean-Louis Richard
- 1964: La Peau douce de François Truffaut
- 1966: Fahrenheit 451 de François Truffaut
- 1968: La mariée était en noir de François Truffaut
- 1968: Baisers volés de François Truffaut
- 1969: L'Enfant sauvage de François Truffaut
- 1969: La Sirène du Mississippi de François Truffaut
- 1970: Domicile conjugal de François Truffaut
- 1971: Les Deux Anglaises et le Continent de François Truffaut
- 1972: Une belle fille comme moi de François Truffaut
- 1973: La Nuit américaine de François Truffaut
- 1975: L'Histoire d'Adèle H. de François Truffaut
- 1977: L'Homme qui aimait les femmes de François Truffaut
- 1978: La Chambre verte de François Truffaut
- 1979: L'Amour en fuite de François Truffaut
- 1980: Le Dernier Métro de François Truffaut
- 1981: La Femme d'à côté de François Truffaut
- 1983: Vivement dimanche ! de François Truffaut
- 1983: Breathless' de Jim McBride
- 1988: La Petite Voleuse de Claude Miller
- 1995: Belle Époque de Gavin Millar

### Dialoguista
- 1959: Les Quatre Cents Coups de François Truffaut
- 1969: La sirena del Mississipí de François Truffaut